# Финале Купа европских шампиона 1965.
Финале Купа европских шампиона 1965. је била фудбалска утакмица одиграна на стадиону Сан Сиро у Милану, између италијанске екипе и браниоца титуле Интера из Милана и португалске Бенфике.
Ово је било други пут да је финале Купа шампиона одиграно на домаћем терену једног од финалиста. Два финалиста су морала да прођу кроз три рунде нокаут фазе, а Бенфика је морала да игра додатно коло у прелиминарном мечу где су савладали екипу Ариса Боневоја. Такође су на путу до финала победили Шо де Фон, Реал Мадрид и Вашаш ЕТО Ђер. Интер је на путу до финала победио Динамо Букурешт, Ренџерс и Ливерпул.
Интер је повео у 43. минуту голом бразилског крилног играча Жаира. Упркос најбољим напорима Бенфике, Интер је задржао резултат 1-0 и освојио други Купа европских шампиона заредом; ово је такође последњи пут до данас да је екипа победила у финалу одиграном на свом домаћем стадиону.

## Пут до финала
| Интер           | Интер    | Интер    | Интер    | Коло          | Бенфика        | Бенфика  | Бенфика | Бенфика |
| --------------- | -------- | -------- | -------- | ------------- | -------------- | -------- | ------- | ------- |
| Противник       | Ук. рез. | 1. ута   | 2. ута   |               | Противник      | Ук. рез. | 1. ута  | 2. ута  |
| Слободан        | Слободан | Слободан | Слободан | Квалификације | Арис Боневој   | 10–2     | 5–1 (Г) | 5–1 (Д) |
| Динамо Букурешт | 7–0      | 6–0 (Д)  | 1–0 (Г)  | Прво коло     | Шо де Фон      | 6–1      | 1–1 (Г) | 5–0 (Д) |
| Глазгов Ренџерс | 3–2      | 3–1 (Д)  | 0–1 (Г)  | Четврфинале   | Реал Мадрид    | 6–3      | 5–1 (Д) | 1–2 (Г) |
| Ливерпул        | 4–3      | 1–3 (Г)  | 3–0 (Д)  | Полуфинале    | Ђери Вашаш ЕТО | 5–0      | 1–0 (Г) | 4–0 (Д) |

## Утакмица

### Детаљи
| Интер Милано | 1–0      | Бенфика |
| ------------ | -------- | ------- |
| Жаир 43’     | Извештај |         |

| Интер Милано | Бенфика |

| GK           | 1  | Ђулијано Сарти    |
| RB           | 2  | Тарчизио Бурњич   |
| LB           | 3  | Ђачинто Факети    |
| DM           | 4  | Ђанфранко Бедин   |
| CB           | 5  | Аристиде Гуарнери |
| SW           | 6  | Армандо Пики (к)  |
| RW           | 7  | Жаир              |
| CF           | 8  | Сандро Мацола     |
| LW           | 9  | Хоакин Пеиро      |
| CM           | 10 | Луис Суарез       |
| CM           | 11 | Марио Корсо       |
| Тренер:      |    |                   |
| Еленио Ерера |    |                   |

| GK         | 1  | Кошта Переира    |
| RB         | 2  | Домисиано Кавем  |
| CB         | 3  | Жермано          |
| CB         | 4  | Раул Машадо      |
| LB         | 5  | Фернандо Круз    |
| DM         | 6  | Жозе Нето        |
| CM         | 7  | Марио Колуња (к) |
| RF         | 8  | Жозе Аугушто     |
| CF         | 9  | Жозе Тореш       |
| CF         | 10 | Еузебио          |
| LF         | 11 | Антонио Симоенш  |
| Тренер:    |    |                  |
| Елек Шварц |    |                  |